# Stazione di Musashiseki
La stazione di Musashiseki (武蔵関駅?, Musashiseki-eki) è una stazione ferroviaria di Tokyo del quartiere di Nerima, servita dalla linea Shinjuku delle Ferrovie Seibu. Fermano solo treni locali e semiespressi.

## Linee
Ferrovie Seibu
● Linea Seibu Shinjuku

## Struttura
La stazione si trova in superficie ed è dotata di due banchine laterali con due binari passanti. Le banchine, che possono accogliere treni da 10 casse, sono collegate al fabbricato viaggiatori sopraelevato da scale fisse, mobili e ascensori.
| 1 | ● Linea Seibu Shinjuku | per Tanashi, Tokorozawa, Haijima e Hon-Kawagoe |
| 2 | ● Linea Seibu Shinjuku | per Takadanobaba e Seibu-Shinjuku              |

## Stazioni adiacenti
| «                    | Servizio             | »                    |
| Linea Seibu Shinjuku | Linea Seibu Shinjuku | Linea Seibu Shinjuku |
| -------------------- | -------------------- | -------------------- |
| Kami-Shakujii        | Locale               | Higashi-Fushimi      |
| Kami-Shakujii        | Semiespresso         | Higashi-Fushimi      |
| Transito             | Espresso             | Transito             |
| Transito             | Espresso pendolari   | Transito             |